# Albertus Magnus College
L'Albertus Magnus College è un'università privata di indirizzo cattolico con sede a New Haven, nello stato americano del Connecticut.
Il college fu fondato il 13 luglio 1925 dalle suore domenicane della Congregazione della Beata Vergine delle Fonti. L'istituto rimase esclusivamente femminile fino al 1985, quando iniziò ad ammettere studenti di sesso maschile.